# Ambloma
Ambloma – rodzaj motyli z rodziny Autostichidae i podrodziny Symmocinae.

## Taksonomia
Takson ten wprowadzony został w 1908 roku przez Thomasa de Greya Walsinghama na łamach „Proceedings of the Zoological Society of London” jako monotypowy, z opisaną w tej samej publikacji Ambloma brachyptera jako jedynym gatunkiem. Drugi gatunek, Ambloma klimeschi, opisany został w 1975 roku przez László Gozmányego na łamach „Acta Zoologica Academiae Scientiarum Hungaricae”.

## Morfologia i zasięg
Motyle osiągające od 9 do 11 mm rozpiętości skrzydeł. Głowę mają szarobiałą do ciemnoszarej. Głaszczki wargowe są krótkie, odgięte ku górze, sięgające wysokości ciemienia, jasnoszare do ciemnoszarobrązowych. Ich człon przedostatni ma sterczące łuski poniżej wierzchołka, a człon ostatni jest krótki i wygładzony. Kolor czułków jest ciemnoszarobrązowy. Tułów wraz z tegulami ma barwę szarobiałą do ciemnoszarej. Skrzydła przedniej pary są krótkie, gwałtownie ku nieco stępionemu wierzchołkowi zwężone. Skrzydła tylne są znacznie krótsze od przednich. Strzępiny obu par są białoszare lub szare. Odnóża są białawe, brązowoszaro opylone. Odwłok jest ochrowy z białawą kępką analną.
Rodzaj palearktyczny, makaronezyjski. Oba gatunki są endemitami hiszpańskiego archipelagu Wysp Kanaryjskich, przy czym A. brachyptera zamieszkuje Teneryfę, a A. klimeschi La Gomerę.